# سارا وودز
سارا وودز (بالإنجليزية: Sara Woods)‏ هي كاتِبة بريطانية، ولدت في 7 مارس 1922 في برادفورد في المملكة المتحدة، وتوفيت في 5 نوفمبر 1985 في تورونتو في كندا.

## وصلات خارجية
- سارا وودز على موقع ديسكوغز (الإنجليزية)